# Верины
Верины (укр. Верини) — село в Великомостовской городской общине Шептицкого района Львовской области Украины.
Население по переписи 2001 года составляло 101 человек. Занимает площадь 0,574 км². Почтовый индекс — 80340. Телефонный код — 3252.